# Емінек
Емінек (крим. Eminek) — кримський карачі-бек, голова знатного роду Ширін. Син ширінського мурзи Тегіне-бея та молодший брат Мамак-бея. Жив за правління хана Менглі I Ґерая.

## Біографія
У середині XV століття Кримський улус остаточно відокремився від улуса Джучі і став незалежним Кримським ханством. Але після смерті в 1466 році першого хана Хаджі-Ґерая в ньому почалася боротьба за владу і усобиця.
Восени 1473 року після смерті Мамак-бея на посаді карачі-бека та глави роду Ширін стали претендувати Кара-Мірза та Емінек. Кара-Мірза знаходився у спорідненості з ханським братом Айдером і мав вплив при дворі Менглі Ґерая. Емінек звернувся за допомогою до генуезців Кафе. Саме на прохання генуезців Менглі Ґерай призначив Емінека карачі-беком.
Ширінський мурза Емінек-бей, ставши карачі-беком, став першою після хана особою у Кримському ханстві. Незабаром стосунки між ханом та карачі-беком погіршилися. Емінек зажадав, щоб Менглі Ґерай віддав йому за дружину свою матір, вдову Хаджі Ґерая, але отримав відмову. Про свої претензії на посаду голови роду Ширін заявив його племінник Шейдак, син Мамак-бея. Спочатку Шейдак звернувся по допомогу до генуезців, але не отримавши її, утік у Велику Орду. Незабаром Менглі Ґерай усунув з посади Емінека, який втік на Північний Кавказ і переконав Шейдака повернутися до Криму. У лютому 1475 року під тиском генуезців Менґлі Ґерай призначив новим беєм Ширінів Шейдака.
Кілька разів рід Ширін на чолі з Емінеком брав участь у бунтах проти кримського хана Менглі Ґерая, зокрема під час османського вторгнення до Криму 1475 року, проте в основному він жив із правителем держави у мирі.
У березні 1475 року кримський хан Менглі Ґерай був усунений беями від престолу і втік у Кафу під захист генуезців. Новим кримським ханом був проголошений його старший брат Айдер. Емінек-бей повернувся до Криму і отримав посаду карачі-бека Ширінів. Його племінник Шейдак сховався в Кафе. Емінек з кримським військом обложив Кафу. Наприкінці травня 1475 року в Криму висадилася армія Османа під командуванням великого візира Гедик Ахмед-паші. Емінек з кримськотатарською кіннотою з'єднався з турками і взяв участь в облозі та взятті Кафи. Його суперника Шейдака знайшли і вбили за наказом Емінека. Турки-османи завоювали всі генуезькі міста-колонії в Криму і посадили на ханський престол Нур-Девлета, другого за старшинством сина Хаджі-Ґерая . Незабаром проти Емінека виступив його молодший брат Хаджіке, який зі своїми прихильниками втік до Великої Орди. З ординським військом Хаджіке вдерся до Криму, але був відбитий Емінеком.
Влітку 1476 року за наказом султана Емінек-бей на чолі 10-тисячного війська брав участь у поході на Молдавське князівство. Молдавський господар Стефан Великий двічі відбив кримський напад. У цей час до Криму вдерлася велика ординська армія під командуванням сина хана Ахмата. Ординці розорили і підкорили своїй владі весь півострів. Хан Великої Орди Ахмат призначив кримським ханом свого племінника Джанібека. Емінек-бей повернувся до Криму і був ледь не взятий у полон ворогами. Втікаючи він сховався в Ескі-Киримі. У 1477 році кримські беї під керівництвом Емінека вигнали Джанібека і звели на ханський престол Нур-Девлета. Відносини між ханом і карачі-беком знову не склалися. Незабаром Емінек-бей відправив листа до султана Османа Мехмеда Фатіха, просячи його звільнити з полону і призначити новим кримським ханом Менглі Ґерая. Навесні 1478 року Менґлі Ґерай із турецьким загоном прибув із Стамбула до Криму, де обійняв ханський престол.
Спочатку Емінек-бей доброзичливо ставився до Московської держави, брав участь у переговорах з великим князем московським Іваном III Васильовичем. Його син Девлетек отримав від московського посланця, боярина Тимофія Скряби Морозова, небезпечну грамоту із золотою печаткою для проживання у московських володіннях. В 1482 році Емінек був підкуплений королем Польщі і Великим князем Литовським Казимиром IV і вмовив хана укласти мир з Литвою; лише енергійні дії московського уряду змусили скасувати цей мир.